# San Julián (Bolivia)
San Julián è un comune (municipio in spagnolo) della Bolivia nella provincia di Ñuflo de Chávez (dipartimento di Santa Cruz) con 53.921 abitanti (dato 2010).

## Cantoni
Il comune è suddiviso in due cantoni:
- San Julián
- Saturnino Saucedo